# Tommy (álbum)
| Críticas profissionais | Críticas profissionais |
| Avaliações da crítica  | Avaliações da crítica  |
| Fonte                  | Avaliação              |
| ---------------------- | ---------------------- |
| allmusic               | link                   |
| PopMatters             | Favorável              |

Tommy é o quarto álbum de estúdio e uma das duas óperas rock em larga escala do The Who, o primeiro trabalho musical explicitamente chamado desta maneira. A ópera foi composta pelo guitarrista do Who, Pete Townshend, com duas faixas do baixista John Entwistle e uma creditada ao baterista Keith Moon, na verdade composta por Townshend. Uma canção antiga de blues do músico Sonny Boy Williamson II também foi incorporada à obra.
Em 2003 o canal de TV VH1 nomeou Tommy o 90° "Melhor Álbum de Todos os Tempos".

## Enredo
Tommy é a biografia fictícia de Tommy Walker. O pai de Tommy, conhecido como Capitão Walker, foi considerado perdido em batalha durante a Primeira Guerra Mundial, mas retorna inesperadamente em 1921 e encontra sua esposa com um outro homem. Capitão Walker é morto pelo amante da esposa enquanto Tommy, então com sete anos de idade, presencia tudo através de um espelho. Seus pais o forçam a acreditar que ele não viu, ouviu e não irá falar nada a ninguém, e Tommy consequentemente se torna surdo, cego e mudo. Ele tem uma visão de um estranho, vestido de dourado, com uma longa barba, provavelmente uma figura paternal, e a visão o leva a uma jornada espiritual. Durante o resto de sua infância ele sofre abusos por parte de vários familiares, interpretando suas sensações físicas como música. Adulto, ele encontra uma máquina de pinball, logo se tornando mestre no jogo, com um séquito de fãs. Tommy finalmente é curado quando um médico o coloca na frente de um espelho e sua mãe, melindrada ao perceber que ele enxerga o próprio reflexo, estilhaça o objeto. Posteriormente Tommy assume o manto de Messias e tenta levar seus seguidores à “luz”, como aconteceu com ele, mas a mão pesada de seu culto e a exploração por parte de seus parentes provoca uma revolta contra ele. A história termina ambigüamente, com o refrão Listening To You de “Go To The Mirror”, sugerindo que Tommy fechou-se novamente ao mundo depois da rebelião, voltando às suas fantasias.
Na versão original, lançada no álbum, a história não passa de um esboço, com detalhes frequentemente preenchidos por Townshend em entrevistas. Quando outras adaptações do álbum começaram a surgir, alguns detalhes eram acrescentados e outros alterados (por exemplo o avanço para a época da Segunda Guerra Mundial e 1951 em versões posteriores e na do filme, com o amante matando o pai ao invés do oposto).

## Análise e história
Musicalmente o álbum original é uma série de complexos arranjos pop-rock, geralmente baseados no violão de Townshend e construído com inúmeras adições pelos quatro integrantes da banda usando vários instrumentos, como baixo, guitarra, piano, órgão, bateria, gongo, trompete, harmonias e solos vocais. Apesar de sua riqueza instrumental, o som tende a ser bastante “duro”, especialmente se comparado aos trabalhos anteriores do grupo. Muitos dos instrumentos só aparecem de vez em quando – a instrumental de dez minutos “Underture” apresenta só um pequeno trecho de trompete – e quando justapostos, muitos instrumentos foram mixados em níveis mais baixos, que requerem uma atenção cuidadosa para se perceber. Townshend mistura sua técnica no violão com seus acordes poderosos e cheios na guitarra, em momentos mais delicados soando quase como uma harpa. A bateria de Moon é controlada, com alguns momentos dramáticos; o baixo de Entwistle providencia suporte e efetivamente toma a liderança dos instrumentos vários vezes. Daltrey jacta-se no papel de vocalista principal, mas divide a função com os outros em um número surpreendente de faixas. O interesse posterior de Townshend pelo sintetizador pode ser antecipado aqui pelo seu uso de fitas tocadas ao contrário para criar efeitos sonoros em “Amazing Journey”.
As faixas “Pinball Wizard”, “I’m Free” e “See Me Feel Me/Listening To You” foram lançadas como compactos, obtendo espaço considerável nas rádios. “Pinball Wizard” alcançou o Top 20 nos EUA e o Top 5 no Reino Unido. Em 1998, "Tommy" seria incluído no Hall da Fama do Grammy.
O tema do abuso infantil, que aparece tão proeminentemente durante a história, causou bastante polêmica quando o álbum foi lançado. Apesar das afirmações de que a ideia tenha sido tirada do álbum conceitual "S.F. Sorrow", lançado pelo The Pretty Things em 1968, diversos precedentes de "Tommy" já podiam ser encontrados no próprio trabalho de Townshend, como em “Glow Girl” (1968), “Rael” (1967) e “A Quick One While He’s Away” (1966).
Um ano antes do álbum ser lançado Pete Townshend explicou suas ideias e aparentemente criou algumas sobre a estrutura da ópera durante uma famosa entrevista para a revista Rolling Stone. John Entwistle diria tempos depois que na verdade nunca parou para ouvir o disco, tão enjoado ficou do trabalho depois de intermináveis gravações e regravações das músicas.

## Edições
Tommy foi lançado originalmente como um LP duplo, com um encarte com as letras das músicas e ilustrações e uma espécie de capa tripla que se desdobrava. Todos os três painéis foram tirados de uma única pintura Pop Art feita por Mike McInnerney. O desenho é uma esfera com buracos no formato de losango, com um fundo formado por nuvens e gaivotas voando. No outro lado uma mão estrelada parece rasgar o papel enquanto aponta com o dedo. Os executivos da gravadora insistiram que uma foto da banda fosse incluída na capa, então algumas pequenas imagens, quase irreconhecíveis, dos quatro integrantes foram colocadas nos buracos da esfera. O CD remasterizado lançado recentemente traz a arte original de McInnerney, sem os rostos do The Who. As ilustrações internas consistem de algumas fotos de malabaristas/mágicos e algumas pinturas simples que meramente ilustram a história.
A MCA Records relançou o álbum como um CD duplo em 1984, com cópias em miniatura da arte original e a capa tripla reduzida para dois painéis. A versão remasterizada só sairia em 1996, em CD simples, com o encarte completo trazendo ainda uma introdução escrita por Richard Barnes.

## Faixas

### Lado 1
1. "Overture" - 5:21
2. "It's A Boy - 0:38
3. "1921" - 2:49
4. "Amazing Journey" - 3:24
5. "Sparks" - 3:46
6. "Eyesight To The Blind (The Hawker)" - 2:13

### Lado 2
1. "Christmas" - 4:34
2. "Cousin Kevin" - 4:07
3. "The Acid Queen" - 3:34
4. "Underture" - 10:09

### Lado 3
1. "Do You Think It's Alright?" - 0:24
2. "Fiddle About" - 1:29
3. "Pinball Wizard" - 3:01
4. "There's A Doctor" - 0:23
5. "Go To The Mirror!" - 3:49
6. "Tommy Can You Hear Me?" - 1:36
7. "Smash The Mirror" - 1:35
8. "Sensation" - 2:27

### Lado 4
1. "Miracle Cure" - 0:12
2. "Sally Simpson" - 4:12
3. "I'm Free" - 2:40
4. "Welcome" - 4:34
5. "Tommy's Holiday Camp" - 0:57
6. "We're Not Gonna Take It" - 7:08

Todas as faixas compostas por Pete Townshend, com exceção das faixas 2 (lado 2) e 2 (lado 3) compostas por John Entwistle, faixa 5 (lado 4), creditada a Keith Moon mas na verdade composta por Pete Townshend (Moon foi quem deu a ideia do acampamento de férias) e faixa 6 composta originalmente por Sonny Boy Williamson.

## Gravações ao vivo

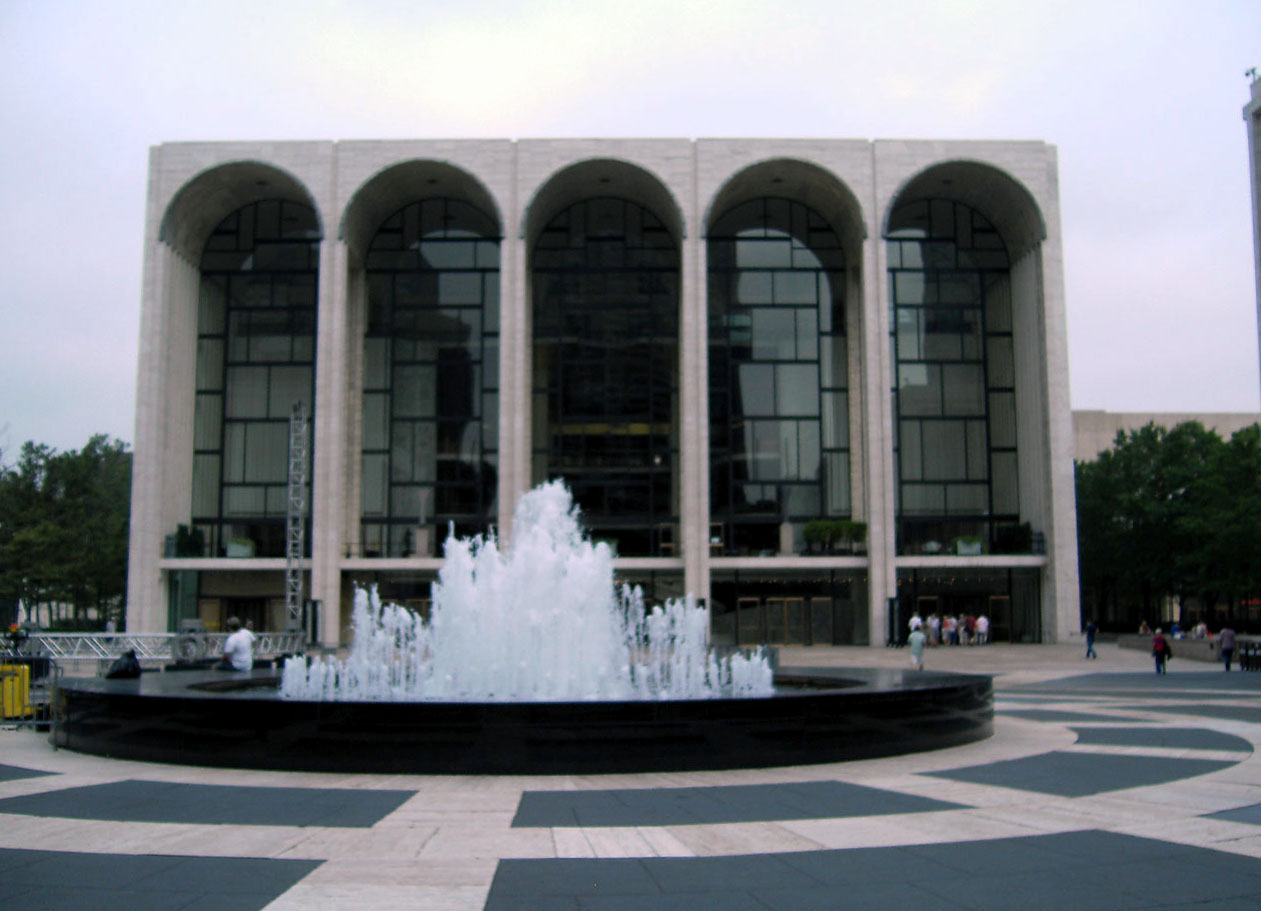
Metropolitan Opera House at Lincoln Center for the Performing Arts, New York City

Gravações ao vivo de Tommy foram lançadas nos álbuns The Who: Live At The Isle Of Wight Festival 1970 e em Live At Leeds (edição de luxo), ambas gravadas em 1970 mas só lançadas em 1996 e 2001, respectivamente.
O Who também tocou Tommy durante seu vigésimo aniversário, na Turnê de Reunião da banda em 1989. Esta versão pode ser conferida no álbum Join Together, mas não conseguiu capturar o espírito da época que deu origem à ópera. O Who também tocou Tommy em Woodstock, mas só algumas músicas deste show acabaram sendo lançadas.

## Outras encarnações
"Tommy" ressurgiria posteriormente através de outras mídias. Em 1972 a Orquestra Sinfônica de Londres lançou  sua versão do álbum, com o papel de cada personagem cantado por integrantes do Who e outros astros pop da época, como Steve Winwood, Rod Stewart e Ringo Starr. Pete Townshend também toca um pouco de guitarra, mas no geral a música é inteiramente orquestral.
Em 1975 o cineasta Ken Russell lançou sua versão, no mínimo corajosa, da história de Tommy. Trazia o The Who e um elenco eclético, que incluía entre outros Elton John, Tina Turner, Oliver Reed e Jack Nicholson; o filme ganhou um status de “cult” por suas cenas retratando o músico Arthur Brown como um pastor no culto de Tommy, a atriz Ann-Margret afundando em uma sala cheia de feijão e a brilhante sátira à música pop apresentada na sequência de “Sally Simpson”.
Em 1993 Townshend e o diretor Des MacAnuff escreveram e produziram uma versão em musical da Broadway de "Tommy". Apresentando várias músicas inéditas de Townshend e um elenco estelar, a produção ganhou um Tony Award no mesmo ano, e várias edições posteriores inspiradas neste musical alcançaram grande sucesso de público.